# Винкельхок, Йоахим
Йоахим Винкельхок (нем. Joachim Winkelhock; 24 октября 1960, Вайблинген) — немецкий автогонщик. Как и его старший брат Манфред Винкельхок (а также младший брат Томас и племянник Маркус), он стал автогонщиком. Однако гибель Манфреда в 1985 г. в гонке спортпрототипов приостановила его карьеру, которую он возобновил только в 1988 г., когда выиграл немецкую Ф3. На следующий год он намеревался дебютировать в Формуле-1, но слабая команда AGS была наиболее неудачным вариантом начала карьеры. Потерпев 7 неудач в попытке выйти на старт гонки, Йоахим перешёл в кузовные гонки, выступая в составе команд БМВ в ДТМ. В 1991 г. за рулем М3 он также выиграл 24 часа Нюрбургринга. После ухода БМВ из ДТМ в конце 1992 г. он переходит в Британский чемпионат легковых автомобилей (BTCC) и выигрывает его в 1993 г. Там же, в Британии, он получил прозвище «Smokin Jo», за привычку постоянно курить. В следующем году он выступает в Азиатско-Тихоокеанском туринговом чемпионате и выигрывает его, а заодно и престижную гонку Гуйя, в Макао (повторно он выиграет её и в 1998 г.). В следующем году он уже в немецком Супертуринге (STW) и вновь становится чемпионом. Также в этом году он победил в гонке 24 часа Спа. А в 1999 г. Йоахим, вместе с Янником Дальмасом и Пьерлуиджи Мартини выигрывает 24 часа Ле-Мана за рулем прототипа BMW V12LMR. В 2000 г. он возвращается в возрожденный ДТМ с «Опелем», а в 2003 г. уходит из «Опеля». Всего он провел в ДТМ 129 гонок, 4 из которых выиграл и ещё в 10 поднялся на подиум. После ухода из гонок он ведет семейный бизнес в Вейдлингене.